# 沼野真弓
沼野 真弓（ぬまの まゆみ、1965年11月19日 - ）は、日本のピアニスト、音楽教育学者、アレンジャー、プロデューサー。

## 人物
群馬県出身。武蔵野音楽大学音楽学部器楽学科ピアノ専攻卒業。国立音楽大学大学院音楽研究科音楽教育学専攻修士課程修了。
ピアノを丸山徹薫、奈良澪子、ジュラ・キシュ、伴奏法を小林道夫、音楽教育学を海老澤敏、繁下和雄、山本文茂、ソルフェージュ・作曲特別選出クラスにて鵜崎庚一、内藤忠勝、各氏に師事。大学院修了後は、群馬県公立高等学校音楽科教諭の職につくが、上京のため退職。その後、高校英語教科書編集者、高校音楽教科書資料編集監修者として活動する一方、近現代を中心とした室内楽、器楽声楽合唱伴奏者として演奏活動を行う。
現在は、演奏と音楽教育学の両知識経験から、多方面での指導、プロデュース、ワークショップも進める。沼野音楽教室（鍵盤ワークショップ）主宰。ensemble a cappamda プロデュース。